# Karl Saldow

Karl Saldow

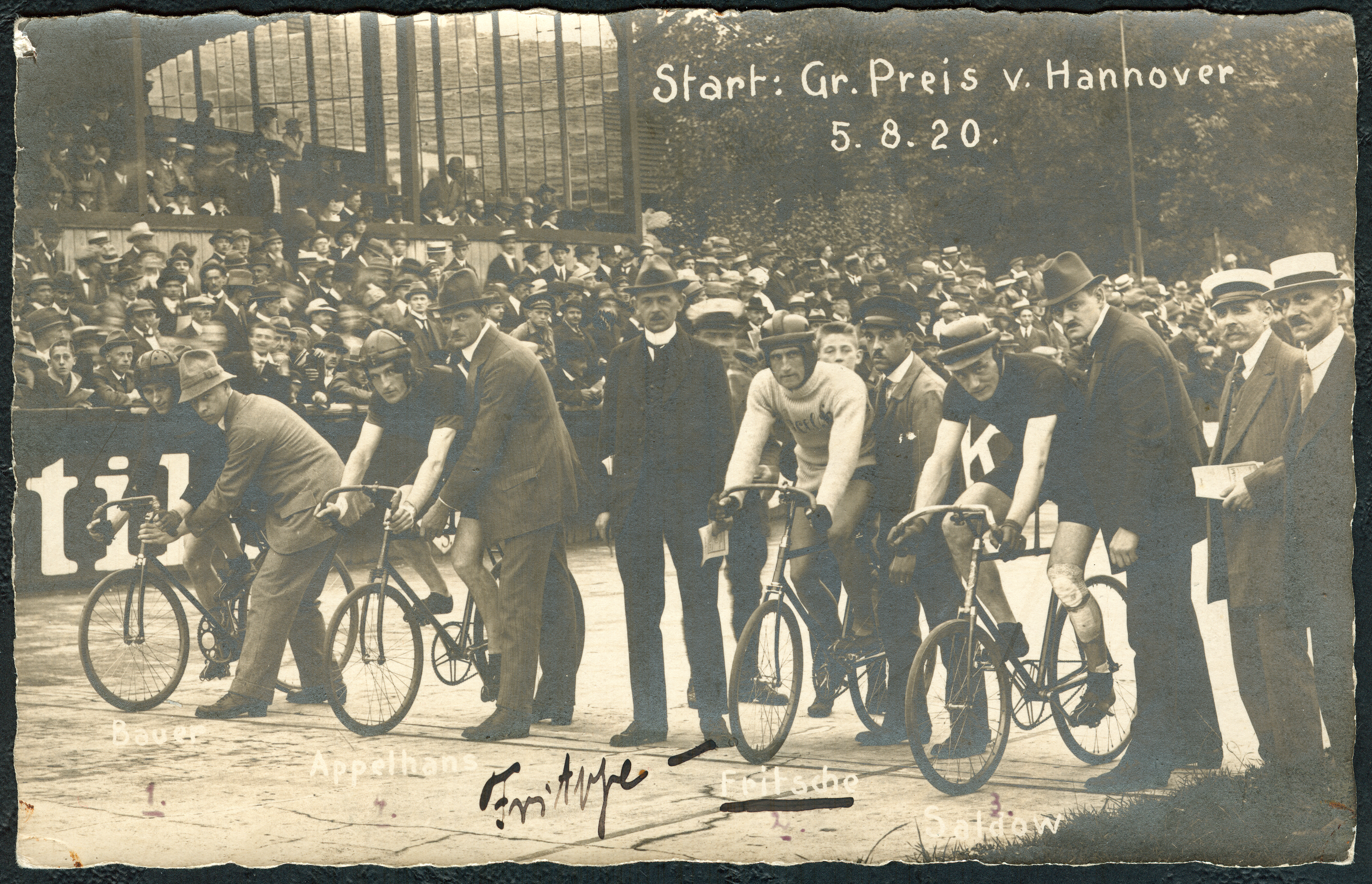
Fotografie vom Start zum Großen Preis von Hannover am 5. August 1920 mit den vier Radrennfahrern und ihren kurz darauf errungenen Plätzen (von links): Bauer (1.), Appelhans (4.), Fritsche (2.) und Saldow (3.)

Karl Saldow (* 26. Oktober 1889 in Berlin; † 31. Mai 1951 ebenda) war ein deutscher Radrennfahrer.
Saldow kam als Mechanikerlehrling mit dem Radsport in Berührung und begann 1908 aktiv Rennen zu fahren. Seine erste Rennmaschine  kaufte er für 100 Reichsmark (entspricht 2025 ca. 710 Euro) vom Rennfahrer Eugen Stabe, nachdem er in der gesamten Saison lediglich 180 Reichsmark verdient hatte. Karl Saldow gehörte zur ersten Garde der deutschen Rennfahrer vor und nach dem Ersten Weltkrieg. Im Jahre 1910 gewann er Rund um Berlin und wurde Dritter bei Berlin–Cottbus–Berlin. Anschließend konzentrierte er sich auf den Bahnradsport, insbesondere auf Steher- sowie Sechstagerennen.
Saldow startete bei 22 Sechstagerennen in Deutschland, von denen er acht gewinnen konnte. In sechs Rennen siegte er gemeinsam mit Willy Lorenz. Allein viermal gewann er als Lokalmatador das Sechstagerennen in seiner Heimatstadt Berlin.
Viermal (1914, 1919, 1924, 1925) wurde Saldow Deutscher Meister der Steher. Mit sieben Siegen war er der erfolgreichste Fahrer im Goldenen Rad von Berlin. 1912 wurde er Dritter bei den Europameisterschaften im Steherrennen. 1914 und 1919 gewann er den Großen Preis der Stadt Leipzig im Steherrennen.
Nach seinem Rücktritt vom aktiven Radrennsport im Jahre 1928 wurde er Schrittmacher. 1934 führte er den Dortmunder Erich Metze zum Weltmeistertitel bei den Profi-Stehern.
Durch den Zweiten Weltkrieg verlor Karl Saldow sein gesamtes Vermögen. Im Radsport gehörte er viele Jahre lang zu den Spitzenverdienern, allein in der Saison 1919 errang er Bargewinne in Höhe von 120.000 Mark. Am 31. Mai 1951 nahm er sich das Leben.